# Spinnenfresser
|  | Dieser Artikel wurde aufgrund von formalen oder inhaltlichen Mängeln in der Qualitätssicherung Biologie zur Verbesserung eingetragen. Dies geschieht, um die Qualität der Biologie-Artikel auf ein akzeptables Niveau zu bringen. Bitte hilf mit, diesen Artikel zu verbessern! Artikel, die nicht signifikant verbessert werden, können gegebenenfalls gelöscht werden. Lies dazu auch die näheren Informationen in den Mindestanforderungen an Biologie-Artikel. |

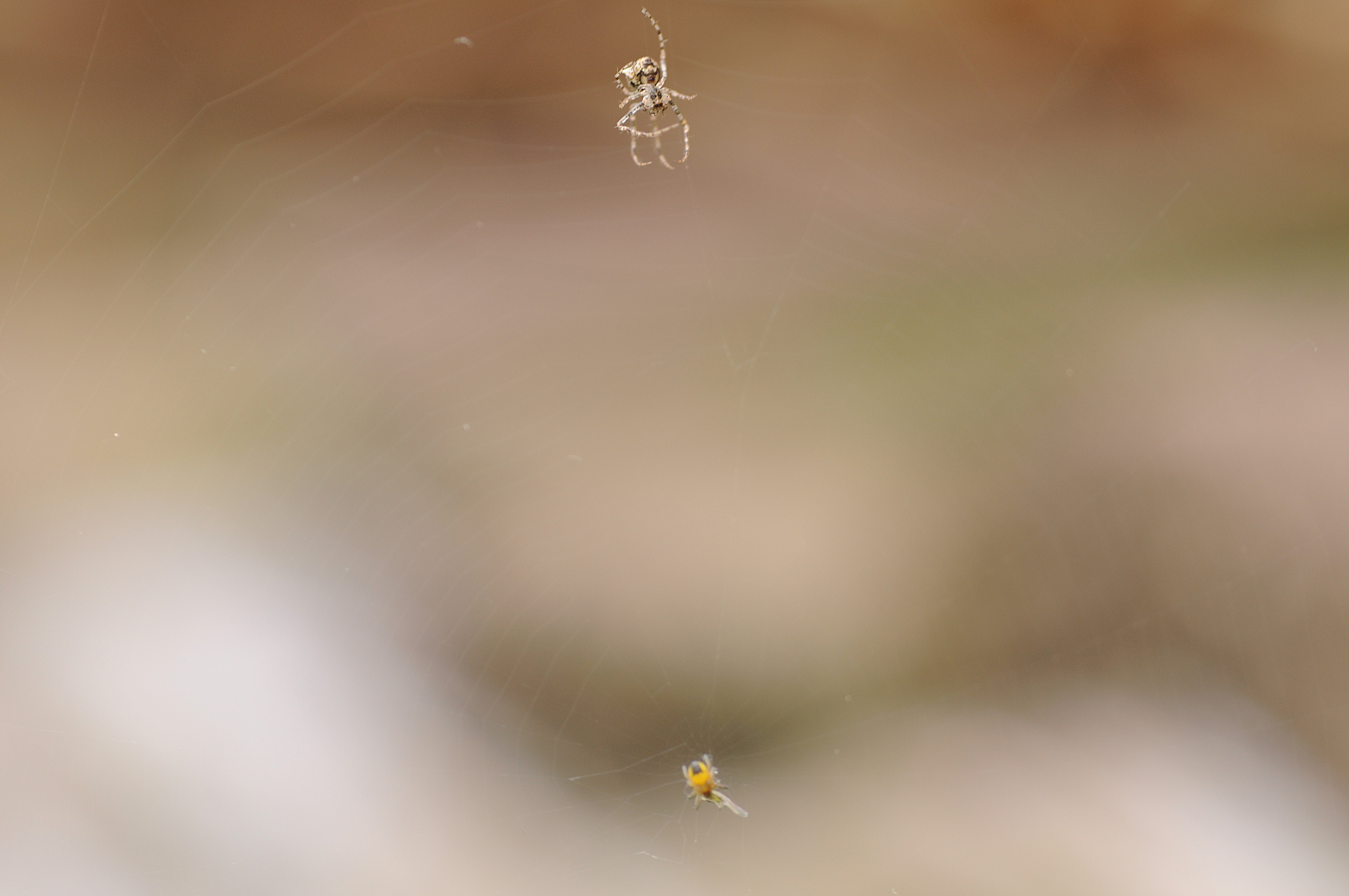
Ero aphana bei der Jagd auf eine junge Gartenkreuzspinne (Araneus diadematus)

Die Spinnenfresser (Mimetidae) sind eine Familie der Echten Webspinnen, die sich ausschließlich von anderen Spinnen ernährt. Sie umfasste Anfang 2022 acht Gattungen mit 159 Arten.

## Verbreitung
Die Familie hat ihren Verbreitungsschwerpunkt in den Tropen. Lediglich die Gattung Ero ist paläarktisch verbreitet. Vier Ero-Arten, am häufigsten Ero furcata, sind auch in Mitteleuropa anzutreffen.

## Merkmale
Die Spinnenfresser ähneln kleinen Vertretern der Kugelspinnen (Theridiidae), weisen aber eine charakteristische Bestachelung der Vorderbeine auf. An Tibia und Metatarsus sitzen dabei in regelmäßigem Abstand lange gebogene Stacheln, zwischen denen sich jeweils einige kürzere, gleich geformte Stacheln befinden.
Eine Jagdtaktik der Spinnenfresser besteht darin, mit den Beinen an den Netzen anderer Spinnen zu zupfen. Damit imitieren sie im Netz gefangene Beute und locken so die Spinne, der das Netz gehört, hervor, um sie zu fressen.

## Systematik
Der World Spider Catalog listet für die Spinnenfresser acht Gattungen und 159 Arten. (Stand: Januar 2022)
- Anansi Benavides & Hormiga, 2017 – 3 Arten
- Arocha Simon, 1893 – 2 Arten
  - Arocha erythrophthalma Simon, 1893
  - Arocha rochai Mello-Leitão, 1941
- Australomimetus Heimer, 1986 – 31 Arten
- Buckelspinnenfresser (Ero) C. L. Koch, 1836 – 40 Arten
  - Vierhöcker-Spinnenfresser (E. aphana) (Walckenaer, 1836)
  - Zweihöcker-Spinnenfresser (E. furcata) (Villers, 1789)
  - Großer Spinnenfresser (E. tuberculata) (De Geer, 1778)
- Gelanor Thorell, 1869 – 13 Arten
- Kratochvilia Strand, 1934 – 1 Art
  - Kratochvilia pulvinata (Simon, 1907)
- Melaenosia Simon, 1906 – 1 Art
  - Melaenosia pustulifera Simon, 1906
- Mimetus Hentz, 1832 – 68 Arten